# Peret de la dalla
El Peret de la dalla és el nom que rep l'escultura al·legòrica del déu Cronos present al cementiri de Reus, obra de l'escultor Agustí Auqué Figueres basant-se en un dibuix de l'escultor Roig i Solé i realitzada el 1870. "El Temps" va ser el títol que l'escultor donà a l'obra.

## Descripció
L'escultura representa un home atlètic amb barba i amb unes enormes ales plegades que sosté un rellotge d'arena (símbol de pas del temps) i una dalla (símbol de l'arribada de la mort). Així doncs, tot i tractar-se d'una al·legoria del déu Cronos, els habitants de la ciutat de Reus van batejar des de ben aviat aquesta escultura amb l'irònic nom de Peret de la Dalla.

## Història

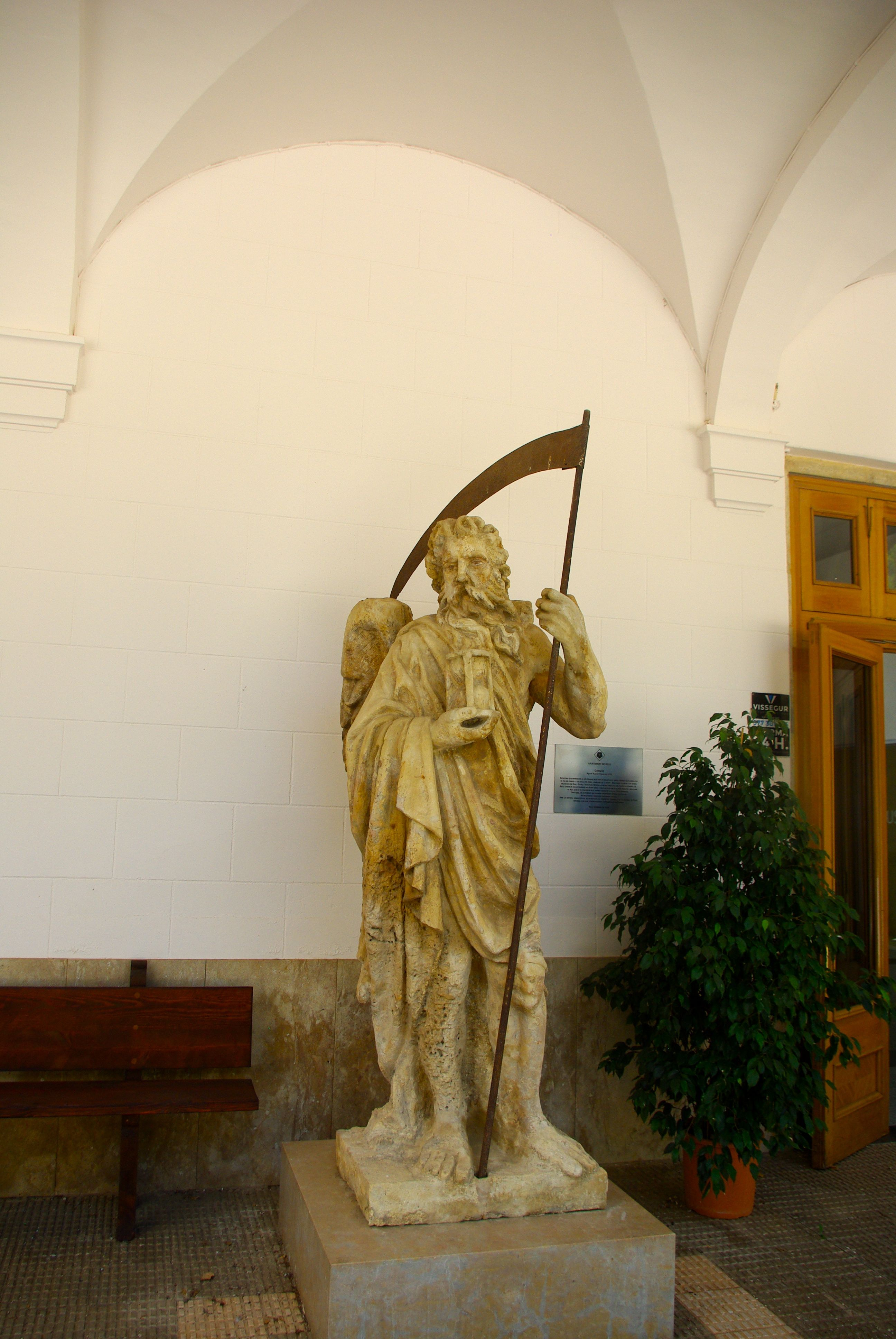
Original del Peret de la Dalla conservat a l'interior del Cementiri de Reus

Aquesta escultura presidia la façana del cementiri reusenc des de la seva inauguració, alhora que recordava als visitants el caràcter no confessional del recinte. L'any 1939, amb la victòria franquista i la consegüent cristianització de tots els símbols funeraris, l'estàtua va ser retirada del seu lloc original per ser substituïda per una gran creu cristiana. L'any 2004 l'obra original va ser restaurada i dipositada a l'interior del cementiri, on es pot observar actualment, i dos anys més tard, el 2006, una rèplica del "Peret" va ser novament ubicada a la façana principal.